# Мартинец, Владимир
Владимир Мартинец (чеш. Vladimír Martinec, 22 декабря 1949, Ломнице-над-Попелкоу, Чехословакия) — чехословацкий хоккеист и хоккейный тренер. Трёхкратный чемпион мира, серебряный призёр зимних Олимпийских игр в Инсбруке 1976 года и бронзовый призёр зимних Олимпийских игр в Саппоро 1972 года.

## Биография
Владимир Мартинец начал свою хоккейную карьеру в клубе «Тесла Пардубице», в котором отыграл 13 сезонов. Только в сезоне 1978/79 он выступал за команду «Дукла Йиглава». В 1981 году перешёл в немецкий «Кауфбойрен», где играл до 1985 года.
С 1969 по 1981 год играл за сборную Чехословакии. Участник ЧМЕ 1970-79 и 1981 (101 матч, 53 гола). ЗОИ 1972, 1976, 1980 (13 матчей, 10 голов). В её составе стал трёхкратным чемпионом мира, серебряным и бронзовым призёром Олимпийских игр. Помимо этого завоевал 5 серебряных и 3 бронзовые медали на чемпионатах мира. 4 раза признавался лучшим хоккеистом Чехословакии.
В сборной и в «Пардубице» играл в одной тройке нападения с Иржи Новаком и Богуславом Штястны.
После окончания игровой карьеры стал тренером. Работал в «Пардубице», «Кауфбойрене», молодёжной сборной Чехии, был ассистентом главного тренера сборной Чехии.
В сезоне 2016/17 был консультантом пардубицкого клуба.
В 2001 году был принят в Зал славы ИИХФ. 4 ноября 2008 года введён в зал славы чешского хоккея.

## Достижения

### Командные
- Чемпион мира и Европы 1972, 1976, 1977
- Серебряный призер чемпионата мира 1971
- Серебряный призёр чемпионата мира и Европы 1974, 1975, 1978, 1979
- Бронзовый призёр чемпионата мира и Европы 1970, 1973, 1981
- Чемпион Европы 1971
- Серебряный призёр Олимпийских игр 1976
- Бронзовый призёр Олимпийских игр 1972
- Финалист Кубка Канады 1976
- Чемпион Чехословакии 1973
- Серебряный призёр чемпионата Чехословакии 1975, 1976, 1979
- Бронзовый призёр чемпионата Чехословакии 1974
- Чемпион Европы среди юниоров 1968
- Бронзовый призёр чемпионата Европы среди юниоров 1969

### Личные
- Обладатель Золотой клюшки лучшему хоккеисту Чехословакии 1973, 1975, 1976, 1979
- Член Зал славы ИИХФ (с 2001 года)
- Член Зала славы чешского хоккея (с 04.11.2008 г.)
- Лучший бомбардир чемпионата мира 1976 (20 очков)
- Лучший снайпер чемпионата Чехословакии 1979 (42 гола)

### Тренерские
- Чемпион мира 1999, 2000, 2001
- Бронзовый призёр чемпионата мира 1997, 1998
- Чемпион Чехословакии 1987, 1989
- Чемпион Чехии 2005

## Статистика
- Чемпионат Чехословакии — 539 игр, 343 шайбы
- Сборная Чехословакии — 289 игры, 155 шайб
- Чемпионат Германии — 182 игры, 136 шайб
- Всего за карьеру — 1010 игр, 634 шайбы

## Семья
Его сын, Томаш Мартинец (род.05.03.1976 г.) — бывший хоккеист, а ныне тренер австрийского «Китцбюэля».
Внук, Филип Мартинец (род. 29.10.1998 г.) также хоккеист, играет в низших немецких лигах.